# Fiat Centoventi
La Centoventi est un concept car de petite citadine conçue par le constructeur automobile italien Fiat présentée au salon de l'automobile de Genève 2019. Il célèbre le 120e anniversaire de la marque et il préfigure un modèle électrique personnalisable dans la gamme Fiat.

## Présentation
Le concept-car Fiat Centoventi - pour 120 en italien, en référence aux 120 ans du constructeur italien né en 1899 - est présenté le 5 mars 2019 au salon de l'automobile de Genève 2019.

## Caractéristiques techniques
La Centoventi concept est dévoilée dans une livrée grise (sans peinture) et dispose d'un programme de personnalisation nommé « 4U », proposant quatre toits, quatre enjoliveurs, quatre pare-chocs et quatre aspects extérieurs. Les éléments sont interchangeables et fournis par Mopar, la marque d'accessoires du groupe Fiat Chrysler Automobiles.
Le concept-car est équipé de portes arrière à ouverture antagoniste.

### Batterie
La Centoventi est équipée d'une batterie lithium-ion, d'origine Samsung, lui procurant une autonomie de 100 km, mais pour la version de série le client pourra ajouter jusqu'à trois batteries supplémentaires, en location ou à l'achat, pour bénéficier d'une autonomie maximale de 500 km. Celles-ci sont placées sous le plancher de la voiture et montées sur des rails coulissants.